# (437360) 2013 TV158
(437360) 2013 TV158 est un objet transneptunien faisant partie du disque des objets épars, découvert le 12 août 2013 mais dont on a retrouvé des observations remontant à septembre 2002.

## Caractéristiques
(437360) 2013 TV158 mesure environ 242 kilomètres de diamètre.